# Мгинская наступательная операция
Мги́нская наступа́тельная опера́ция или Операция «Брусилов» — наступательная операция советских войск Ленинградского и Волховского фронтов, проведённая с 22 июля по 22 августа 1943 года против немецкой 18-й армии в ходе Великой Отечественной войны. Наряду с названием «Мгинская наступательная операция» в документах и исторической литературе встречаются и другие наименования: «Мгинская операция», «Пятое Синявинское наступление», «Синявинская операция», «Наступательная операция „Мгинская-43“», «Синявинско-мгинская операция». В немецкой исторической литературе бои в районе Мги в июле—сентябре 1943 года именуются «Третьей битвой у Ладожского озера» (нем. Dritte Ladoga-Schlacht).
Задачами советских войск были разгром группировки противника в районе Мги, восстановление контроля над Кировской железной дорогой и обеспечение прочной железнодорожной связи Ленинграда со страной.
В результате ожесточённых боёв советские войска не сумели выполнить все поставленные перед началом операции задачи, и линия фронта в районе Мгинского выступа осталась практически без изменений.

## Обстановка перед началом операции
С захватом Мги немецкими войсками 29 августа 1941 года последняя железнодорожная магистраль, связывавшая Ленинград со страной, оказалась парализованной. В результате прорыва блокады Ленинграда в ходе операции «Искра» 18 января 1943 года образовался коридор шириной 8—11 километров. После этого Ставкой Верховного Главнокомандования перед советскими войсками была поставлена задача разгромить мгинско-синявинскую группировку противника, освободить Кировскую железную дорогу и, таким образом, обеспечить прочную связь Ленинграда со страной.
Однако наступательные операции Ленинградского и Волховского фронтов в феврале — начале апреля 1943 года не достигли ожидаемых результатов. Немецкие войска прочно удерживали фронт по линии Арбузово — Синявино — Гонтовая Липка и по-прежнему удерживали мгинский железнодорожный узел и господствующие в этом районе Синявинские высоты. Построенная в кратчайшие сроки железная ветка Поляны — Шлиссельбург вдоль южного побережья Ладожского озера (так называемая «Дорога победы») проходила на некоторых участках в 3 — 4 километрах от немецких артиллерийских позиций и подвергалась систематическим обстрелам. Таким образом, задача обеспечения Ленинграда надёжной связью с остальной страной не была решена полностью.
Поскольку в конце весны — начале лета 1943 года основные силы советской армии сосредотачивались в районе Курского выступа, Ставка временно приостановила все наступательные операции на северо-западном направлении. Только в июле, уже в ходе Курской битвы, было принято решение провести Мгинскую наступательную операцию.

## Цели операции
Точно обозначить цели, которые были поставлены Ставкой Верховного Главнокомандования советским войскам в Мгинской операции, затруднительно, поскольку специальной директивы на её проведение не было издано.
Согласно советской историографии цели операции имели ограниченный характер: окончательно сорвать попытку врага организовать наступление на Ленинград, сковать противника и не позволить ему перебросить силы на западное и юго-западное направления, обескровить 18-ю немецкую армию и создать условия для последующего её разгрома.
Согласно воспоминаниям К. А. Мерецкова советское командование не было уверено в том, что операция может достичь значительных результатов, и было готово ограничиться локальными успехами:

«Каковы шансы на успех?» — спросил меня Сталин. Позднее я узнал, что тот же вопрос он задал также Говорову и получил от него ответ, сходный с моим: если будет создан необходимый перевес в силах, операция закончится успешно. Но для создания такого перевеса Ставка не могла дать войска из резервов, подготовленных для развития прорыва в центре советско-германского фронта. И Верховный Главнокомандующий в разговоре со мной подчеркнул на прощание ещё раз: «Главное для вас — не захват территории, а уничтожение немецких дивизий!»

Вместе с тем, советское командование рассчитывало при благоприятном стечении обстоятельств достигнуть и более масштабных целей. Так в директиве штаба Ленинградского фронта № 0025/оп от 13 июля 1943 года 67-й армии ставилась задача:

… прорвать оборону противника на фронте Арбузово, Синявино, совместно с войсками Волховского фронта окружить и уничтожить Синявинско-Мгинскую группировку противника, полностью очистить восточный берег р. Нева на участке Арбузово, Ивановское и установить общий фронт на восточном берегу р. Нева с 55 А и с Волховским фронтом на линии Кировской железной дороги.

Таким образом, Мгинская операция стала логическим продолжением наступательных действий Ленинградского и Волховского фронтов в начале 1943 года и очередной попыткой уничтожить мгинско-синявинскую группировку противника.

## Силы сторон

### СССР
Для участия в операции советское командование привлекло 67-ю армию (командующий — генерал-майор М. П. Духанов) Ленинградского фронта (командующий — генерал-полковник Л. А. Говоров) и 8-ю армию (командующий — генерал-лейтенант Ф. Н. Стариков) Волховского фронта (командующий — генерал армии К. А. Мерецков). Кроме того, в случае первоначального успеха общее наступление должны были поддержать части 55-й армии Ленинградского фронта.
Согласно плану операции 8-я армия наносила главный удар из района Вороново на участке фронта шириной 13,5 км вдоль Кировской железной дороги сначала на Славянку, пос. Михайловский, затем — на Мгу. Вспомогательный удар для обеспечения левого фланга ударной группировки наносился из района Погостья в направлении Карбусель — Турышкино вдоль железнодорожной ветки Мга — Кириши.
Для успешного прорыва обороны противника ударная группировка 8-й армии была поделена на две части, каждая из которых состояла из двух эшелонов для наступления севернее и южнее Кировской железной дороги. В «северную» ударную группировку вошли 18-я, 378-я (в первом эшелоне), 379-я и 239-я (во втором эшелоне) стрелковые дивизии. «Южную» ударную группировку составили 256-я, 364-я (в первом эшелоне), 165-я, 374-я (во втором эшелоне) стрелковые дивизии. Каждая стрелковая дивизия первого эшелона была усилена танковым полком, 16-я и 122-я танковые бригады усилили второй эшелон. Для нанесения вспомогательного удара были выделены 265-я, 382-я стрелковые дивизии, 1-я и 22-я стрелковые бригады. 372-я, 286-я стрелковые дивизии и 58-я стрелковая бригада составили армейский резерв.
67-я армия наносила основной удар на участке фронта Арбузово — Синявино силами 30-го гвардейского стрелкового корпуса под командованием генерал-майора Н. П. Симоняка (45-я, 63-я и 64-я гвардейские стрелковые дивизии) при поддержке двух танковых бригад и двух отдельных танковых полков. Вспомогательный удар части 67-й армии наносили восточнее синявинских высот на фронте Синявино — Гонтовая Липка. Здесь предстояло действовать частям 43-го стрелкового корпуса (11-я, 128-я и 314-я стрелковые дивизии) и 43-й стрелковой дивизии. Перед самым началом операции в распоряжение командования Ленинградского фронта прибыла 13-я штурмовая инженерно-сапёрная бригада — специальное соединение для прорыва укреплённой обороны противника. Весь личный состав бригады был вооружён автоматами, владел взрывчаткой, термитными зарядами, дымовыми гранатами. Кроме того, все солдаты были защищены стальными нагрудниками. Командование фронтом приняло решение придать бригаду побатальонно стрелковым дивизиям (11-й, 43-й, 45-й гвардейской).
Всего для участия в операции в составе 67-й и 8-й армий было привлечено 253 330 человек.
Поддержку наступления осуществляли артиллерийские части двух фронтов (только в полосе наступления Ленинградского фронта было задействовано 2727 орудий и миномётов), а также 13-я воздушная армия.
С 29 июля по 12 августа поддержку наступления также оказывала авиация дальнего действия, нанося удары по коммуникациям противника в тылу группы армии «Север», начиная от Мги и Ульяновки и кончая Лугой, Нарвой и Псковом.
Штрафные подразделения фронтового подчинения Ленинградского фронта:
- 14 отдельный штрафной батальон

### Германия
Оборону мгинско-синявинского выступа осуществляли семь дивизий 18-й немецкой армии (командующий — генерал-полковник Георг Линдеман) группы армий «Север» (командующий — фельдмаршал Георг фон Кюхлер), главным образом из 26-го армейского корпуса: 212-я и 69-я пехотные дивизии (на правом фланге обороны в районе Карбусели, Вороново и Гайтолово), 1-я пехотная и 5-я горнострелковая дивизии (вдоль Кировской железной дороги), 290-я пехотная дивизия (в районе рощи «Круглая»), 11-я пехотная дивизия (на синявинских высотах) и 23-я пехотная дивизия (вдоль реки Мойки). Резерв немецкой группировки состоял из 121-й пехотной и 28-й егерской дивизий.
Поддержку с воздуха осуществляли часть сил 1-го воздушного флота.

## Ход операции

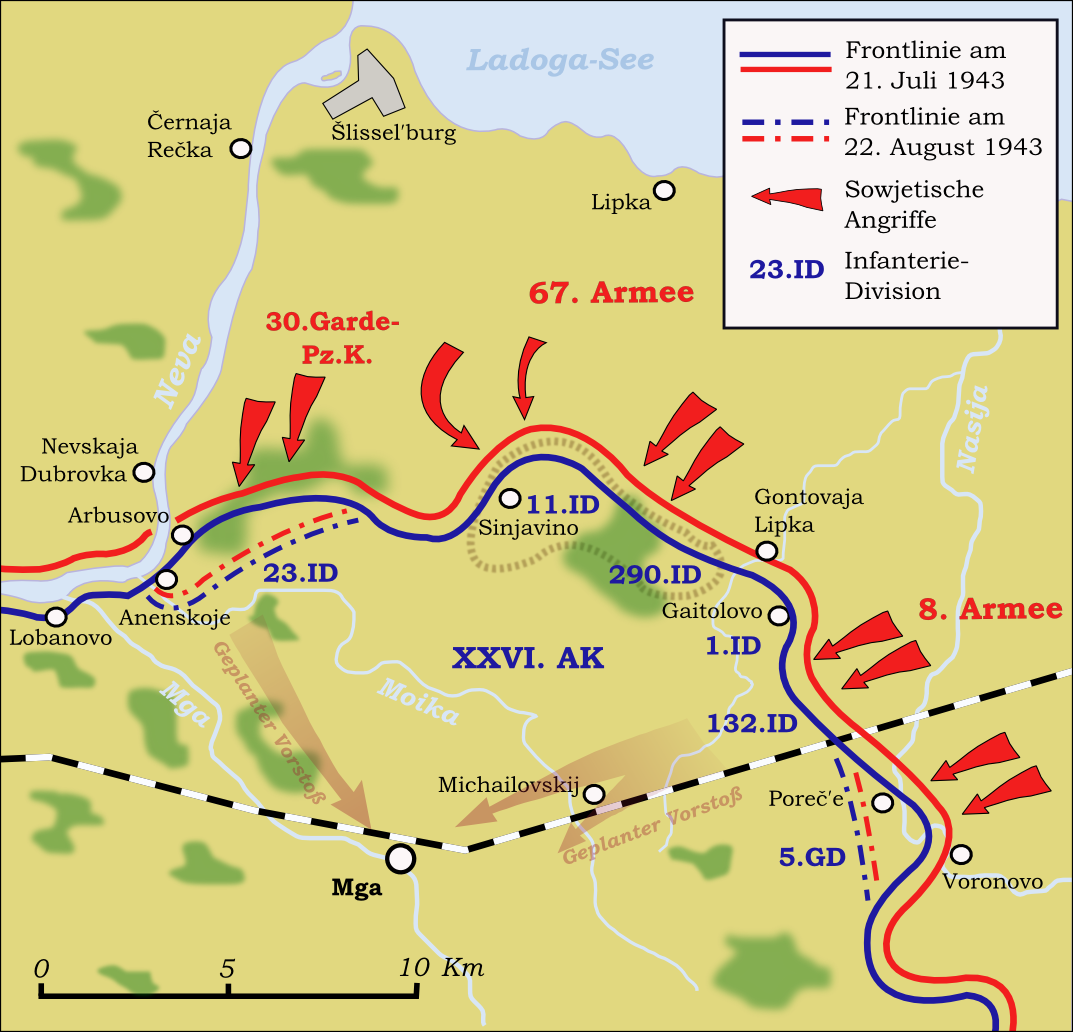
Боевые действия на Мгинском выступе

С 17 июля 1943 года артиллерия Волховского фронта начала разрушение обороны противника.
Разведки боем в районе Синявинских высот проводились силами приданного 67-й армии Ленинградского фронта 14 отдельного штрафного батальона. 19 июля 1943 года во время одной из таких разведок боем красноармеец стрелок 14 ошб Ермак Владимир Иванович закрыл своим телом амбразуру вражеского дзота, за что впоследствии посмертно ему было присвоено звание Героя Советского Союза.
22 июля в 6:35 после полуторачасовой артиллерийской подготовки и массированного удара авиации советские войска перешли в наступление.
Соединения первого эшелона 8-й армии сходу сумели захватить первую линию обороны противника, но дальнейшего развития наступление не получило. Не изменили ситуацию в пользу советских войск и введённые в бой в конце июля 379-я и 165-я стрелковые дивизии, которые сменили 18-ю и 256-ю, понёсшие большие потери. Немецкие части, усиленные на этом участке 121-й пехотной дивизией, переброшенной из района Арбузово, оказывали ожесточённое сопротивление и постоянно контратаковали.

Кто из воинов, сражавшихся летом 1943 года под Ленинградом, не помнит Синявинских болот!.. Даже ночью тебя мутит от зловонных испарений, от смрада непрерывно тлеющего торфа. За неделю преют и расползаются на солдатах гимнастёрки. Узкие тропы между квадратами торфяных выемок пристреляны миномётами противника. Здесь нередко гибнут и санитары, выносящие раненых: они не могут быстро бежать. Здесь артиллеристы тащат орудия на руках. Я видел, как одно из них ушло в болото на четыре метра. Что же здесь делать танкам, хотя они и даны для боя.
— Из воспоминаний начальника Инженерного управления Ленинградского фронта генерала Б. В. Бычевского
В начале августа основные силы 8-й армии были перенаправлены на участок немецкой обороны в районе Поречья, где оборону держали части 5-й горнострелковой дивизии. Для поддержки уже действовавшим на этом участке фронта 378-й, 364-й и 165-й стрелковым дивизиям были введены в бой 256-я и 374-я стрелковые дивизии и 35-я и 50-я танковые бригады. 12 августа при поддержке артиллерийско-миномётного огня сильный узел обороны противника в Поречье, а также высоты Огурец и Лесная были заняты советскими войсками. Но развить успех не удалось, несмотря на ввод в бой последнего резерва 8-й армии — 311-й стрелковой дивизии. Немецкое командование сумело оперативно усилить оборону: сначала на это направление была переброшена 132-я, а затем 16 августа 1-я и 254-я (из района Красного Бора) пехотные дивизии. В течение нескольких дней советские войска пытались развить наступление, но не добились существенных результатов.

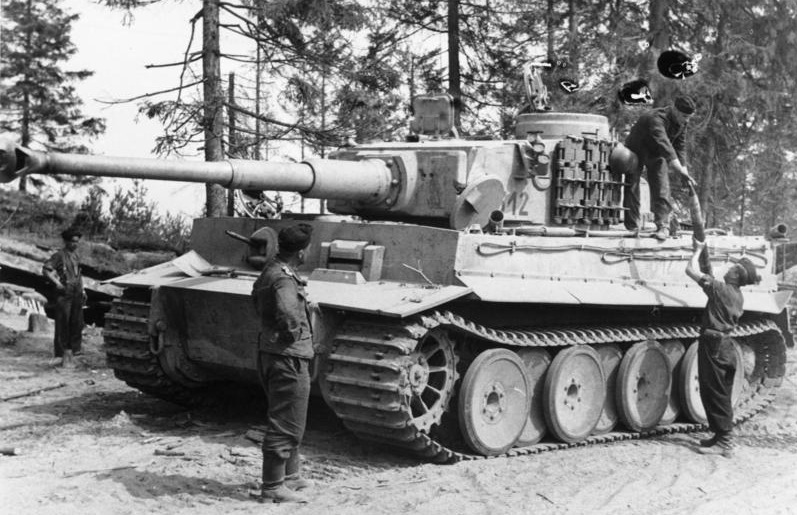
Немецкий танк «Тигр» из состава 502-го тяжёлого танкового батальона, район Ладожского озера, лето 1943 года

22 июля одновременно с 8-й армией перешли в наступления и части 67-й армии. 63-я и 45-я гвардейские стрелковые дивизии атаковали позиции немецких 121-й и 23-й пехотных дивизий в районе Арбузово, а 43-я стрелковая дивизия — позиции немецкой 11-й пехотной дивизии западнее Синявино. Соединения 67-й армии частично взломали оборону противника, но развить первоначальный успех не сумели. Немецкое командование укрепило свою оборону резервами, перебросив на это направление 58-ю, 126-ю (из состава 16-й армии), а в конце операции 61-ю пехотные дивизии и наступление советских войск было остановлено. Ожесточённые бои продолжались несколько недель и обе стороны несли большие потери. Части 67-й армии неоднократно атаковали позиции немецких войск, но всякий раз отступали, не добившись успеха. В свою очередь немецкие войска безуспешно пытались выбить советские войска с занимаемых позиций. Так, например, в начале августа 58-я пехотная дивизия при поддержке нескольких танков «Тигр» была брошена в контрнаступление между Рабочим посёлком № 6 и Невой, но встреченная мощным огнём советской артиллерии понесла большие потери и лишь незначительно продвинулась вперёд.
Одновременно советские войска пытались захватить Синявинские высоты, где держали оборону части немецкой 11-й пехотной дивизии. Разные соединения 67-й армии, периодически сменяя друг друга, неоднократно атаковали противника. Особенно ожесточённые бои разгорелись за высоту 43.3, которая несколько раз переходила из рук в руки, но в конечном итоге немецким войскам всё-таки удалось её удержать благодаря прибывшей 21-й пехотной дивизии. Едва ли не единственным успехом советских войск стал захват 106-м инженерно-сапёрным батальоном смелой ночной атакой 12 августа одной гряды на Синявинских высотах. Несмотря на то, что ожесточённые бои продолжались ещё несколько дней, существенных изменений в положении противоборствующих сторон до конца операции не произошло.
В конце августа бои постепенно стали затухать. Положение сторон к концу операции лишь незначительно отличалось от линии фронта к моменту начала советского наступления.

В этих боях, с 22-го июля по 4-е августа 1943 года, мы потеряли половину людей, а пехота вообще — восемьдесят процентов личного состава. С артиллерии собирали поваров, писарей, слесарей — всех отправляли в пехоту… Это была самая жестокая, кровопролитная операция. Наша пехота была выбита и немецкая пехота была уничтожена, и только артиллерия вела непрерывный огонь.
— Из воспоминаний ветерана 63-й гвардейской стрелковой дивизии Н. С. Мясоедова
22 августа своей директивой № 30175 Ставка Верховного Главнокомандования приказала наступление 67-й и 8-й армий прекратить и перейти к жёсткой обороне.

## Итоги операции

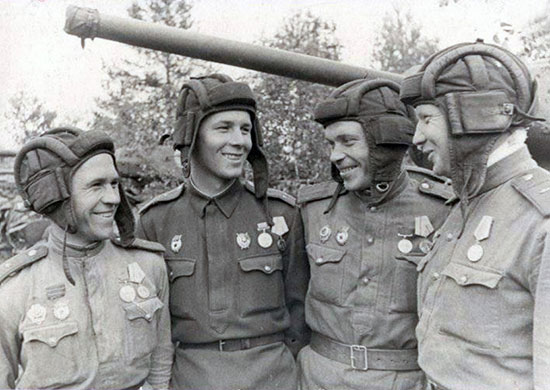
Танковый экипаж 7-й гвардейской танковой бригады, отличившийся в боях. Волховский фронт, июль 1943 г.

В ходе ожесточённых боёв, продолжавшихся месяц, советские войска не сумели разгромить мгинско-синявинскую группировку противника, освободить Кировскую железную дорогу и обеспечить прочную железнодорожную связь Ленинграда со страной.
В докладе Л. А. Говорова Ставке Верховного Главнокомандования от 21 августа 1943 года были отмечены основные причины неудачи наступления: способность противника к непрерывному восстановлению обороны путём последовательной смены по мере уничтожения дивизий одного обороняющегося эшелона дивизиями второго, затем третьего эшелона и т. д., исключительная пехотная и огневая плотность обороны противника и особо трудные условия местности.
Вместе с тем, немецкие войска, задействовав все резервы, хоть и удержали занимаемые позиции, но не смогли перебросить часть сил группы армий «Север» под Курск и были вынуждены принять дополнительные меры для удержания занимаемых оборонительных рубежей. Поскольку в конце лета 1943 года, после решительной победы в Курской битве, общая обстановка на советско-германском фронте складывалась в пользу советской армии, Ставка посчитала, что войска Ленинградского и Волховского фронтов привлекли на себя значительные оперативные резервы противника, нанесли его войскам тяжёлое поражение и тем самым выполнили часть возложенных на эти фронты задач.

## Последующие события
Отражая очередное советское наступление в июле—августе 1943 года, войскам 18-й немецкой армии пришлось использовать все силы и средства. К концу августа, израсходовав все резервы и понеся большие потери, немецкие войска, возможно, были бы вынуждены оставить Мгинский выступ в случае продолжения советского наступления. К. А. Мерецков в своих мемуарах отметил:

Месяц спустя мы узнали от пленных немецких офицеров, что в последней декаде августа у них не оставалось никаких резервов. Солдаты уже не выдерживали наших авиационно-артиллерийских налётов. Ещё один мощный нажим, и гитлеровский фронт под Мгой мог бы развалиться. Много упрёков пришлось выслушать от меня фронтовой разведке! Знай я, что дело обстоит хотя бы приблизительно так (даже со скидкой на враньё пленных с целью смягчения своей судьбы), я полетел бы в Ставку и добивался бы расширения наших ресурсов, чтобы продолжить операцию.

Так или иначе, но уже осенью командование Группы армий «Север» начало разработку плана отвода войск из-под Ленинграда на линию «Пантера», строительство которой велось ускоренными темпами.
Одновременно советское командование приступило к разработке плана полного освобождения Ленинграда от вражеской блокады, учитывая возможность организованного отступления немецких войск на новые оборонительные рубежи.
На этом фоне войска 67-й и 8-й армий 15—18 сентября провели локальную операцию с целью захвата восточной оконечности Мгинского выступа. Хотя очередное наступление не достигло всех поставленных целей, 15 сентября части 30-го гвардейского стрелкового корпуса сумели взять штурмом одну из синявинских высот — высоту 43.3, с которой хорошо просматривались окрестности вплоть до побережья Ладожского озера. Это значительно обезопасило от артиллерийских обстрелов противника железнодорожную линию Поляны — Шлиссельбург. Однако высоту с отметкой 50.1, с которой был уже виден ближайший немецкий тыл, взять не удалось.
Посёлок Мга был освобождён частями 67-й и 8-й армий только 21 января 1944 года в ходе операции по полному освобождению Ленинграда от вражеской блокады.

## Потери

### СССР
Общие потери Ленинградского и Волховского фронтов составили 79 937 человек (из них безвозвратные — 20 890 человек, санитарные — 59 047 человек).

### Германия
Согласно отчётам о потерях штабов 18-й и 16-й немецких армий в ходе июльских боёв общие потери всей группы армий «Север» составили 21 522 человека, в августе — 26 946 человек. Поскольку 16-я армия в это время не вела активных боевых действий, основную часть потерь понесли дивизии 18-й армии, отражавшие советское наступление в районе Мги.

### Документы
- Блокада Ленинграда в документах рассекреченных архивов / Под ред. Н. Л. Волковского.. — СПб.: Полигон, 2005. — 766 с.
- Русский архив: Великая Отечественная. Ставка ВГК. Документы и материалы. 1943 год / Под. ред. В. А. Золотарёва. — М.: Терра, 1999. — Т. 16 (3—5. — 360 с. — ISBN 5-300-02007-9.

### Мемуары
- Мерецков К. А. На службе народу. — М.: Политиздат, 1968.
- Бычевский Б. В. Город — фронт. — Л.: Лениздат, 1963.
- Польман Х. 900 дней боёв за Ленинград. Воспоминания немецкого полковника / Пер. А. Нечаева. — М.: Центрполиграф, 2005. — 205 с. — ISBN 5-9524-1677-2. Архивировано 29 октября 2012 года.
- Никулин Н. Н. Воспоминания о войне. — М.: АСТ, 2017. — 351 с. — 2000 экз. — ISBN 978-5-17-100968-7.

### Исторические исследования
- Мгинская операция 1943 // Великая Отечественная война, 1941—1945 : энциклопедия / под ред. М. М. Козлова. — М. : Советская энциклопедия, 1985. — С. 438—439. — 500 000 экз.
- История второй мировой войны 1939–1945 годов : в 12 т. / Под ред. А. А. Гречко. — М. : Воениздат, 1976. — Т. 6 : Коренной перелом в войне. — 520 с.
- На Волховском фронте. 1941—1944 гг. / Отв. ред. А. И. Бабин. — М.: Наука, 1982. — 397 с.
- Гланц Д. Битва за Ленинград. 1941—1945 / Пер. У. Сапциной. — М.: Астрель, 2008. — 640 с. — ISBN 978-5-271-21434-9.
- Гланц Д. Блокада Ленинграда. 1941—1944 / Пер. Е. Ламановой. — М.: Центрполиграф, 2009. — 224 с. — ISBN 978-5-9524-4170-5.
- Жеребов Д. К. Мга. Жаркое лето 1943-го. // Новый часовой. — 1996. — № 4. — С. 131—139.
- Россия и СССР в войнах XX века : Потери вооружённых сил : Статистическое исследование / Под общ. ред. Г. Ф. Кривошеева. — М. : Олма-Пресс, 2001. — 320 с. — ISBN 5-17-024092-9.
- Мощанский И. Б. Прорыв блокады Ленинграда. Эпизоды великой осады. 19 августа 1942 — 30 января 1943 года. — М.: Вече, 2010. — 184 с. — ISBN 978-5-9533-5289-5.
- Стахов Х. Трагедия на Неве. Неизвестные страницы блокады Ленинграда. 1941—1944 / Пер. Ю. М. Лебедева. — М.: Центрполиграф, 2012.
- Сяков Ю. А. Численность и потери германской группы армий «Север» в ходе битвы за Ленинград (1941—1944) // Вопросы истории : журнал. — 2008. — № 1. — С. 133—136. Архивировано 19 января 2012 года.
- Шигин Г. А. Битва за Ленинград: крупные операции, «белые пятна», потери / Под ред. Н. Л. Волковского. — СПб.: Полигон, 2004. — 320 с. — ISBN 5-17-024092-9.